# آزمایش ملی چنبره کروی
آزمایش ملی چنبره کروی (به انگلیسی: National Spherical Torus Experiment) مشهور به NSTX، یکی از انواع رآکتورهای آزمایشی گداخت هسته‌ای است که بر مبنای محصورسازی مغناطیسی طراحی شده‌است.
برای آغاز فرایند همجوشی نیاز داریم که سوخت همجوشی را که تشکیل شده‌است از دوتریم و تریتیوم به دمای بالایی برسانیم این دما در حدود ۱۰۰ میلیون درجه سانتیگراد است. یکی از روش‌های پیشنهاد شده محصور کردن پلاسما توسط میدان مغناطیسی است.
تأسیسات NSTX در ۱۹۹۹ تأسیس شد، و در پرینستون در آزمایشگاه فیزیک پلاسما پرینستون قرار دارد، و این پروژه زیر نظر وزارت نیروی ایالات متحده آمریکا هدایت می‌شود.

## ویژگی‌ها
البته توکاماک غالباً بیشتر در محصورسازی مغناطیسی مورد توجه قرار گرفته‌است، با این حال برخی گروه‌ها از طرح چنبره کروی حمایت کرده‌اند که دارای برخی مزایا نسبت به توکاماک است.
در طرح چنبره کروی، حلقه‌های مغناطیسی سولونوئید حذف شده‌اند. در نتیجه نسبت شعاع اصلی به فرعی پلاسما کاهش می‌یابد.
این نوع سیستم‌ها احتیاج به میدانی ضعیف تر از توکاماک، و هزینهٔ کمتری می‌برند.